# Julija Galyschewa
Julija Jewgenjewna Galyschewa (russisch Юлия Евгеньевна Галышева; * 23. Oktober 1992 in Ust-Kamenogorsk) ist eine kasachische Freestyle-Skierin. Sie ist auf die Buckelpisten-Disziplinen Moguls und Dual Moguls spezialisiert. Ihr größter Erfolg ist der Moguls-Weltmeistertitel im Jahr 2019.

## Biografie
Galyschewa nahm ab März 2006 im Europacup teil und erzielte im Februar 2008 die zwei ersten Siege auf dieser Stufe. Ihr Debüt im Weltcup hatte sie am 18. Dezember 2008 in Méribel, wo sie im Dual-Moguls-Wettbewerb den 19. Platz erreichte. Bei den Weltmeisterschaften 2009 in Inawashiro gelang ihr mit dem elften Platz im Moguls-Wettbewerb die bis dahin beste Klassierung. In der darauf folgenden Weltcupsaison 2009/10 stieß sie erstmals unter die besten zehn vor, bei den Olympischen Winterspielen 2010 wurde sie erneut Elfte. Am 15. Dezember 2010 gelang Galyschewa der erste Weltcupsieg, als sie den Moguls-Wettbewerb in Méribel für sich entschied. Sie nahm an den Winter-Asienspielen 2011 in der kasachischen Stadt Almaty teil und gewann sowohl die Moguls- als auch die Dual-Moguls-Goldmedaille. Eine weitere Goldmedaille kam bei den Juniorenweltmeisterschaften 2011 in Jyväskylä hinzu.
In der Weltcupsaison 2011/12 war ein dritter Platz in Beida Lake Galyschewas bestes Ergebnis. Bei den Juniorenweltmeisterschaften 2012 in Chiesa di Valmalenco gewann sie zwei weitere Medaillen, Gold im Moguls und Bronze im Dual-Moguls-Wettbewerb. Im Verlaufe der Weltcupsaison 2012/13 fuhr sue einmal auf den zweiten und zweimal auf den dritten Platz. Hingegen schaffte sie bei den Weltmeisterschaften 2013 in Voss nur zwei 17. Plätze. Erneut einen zweiten Platz erzielte sie während der Weltcupsaison 2013/14. Bei den Olympischen Winterspielen 2014 in Sotschi wurde sie Siebte.
Im Weltcupwinter 2014/15 gewann sie den Moguls-Wettbewerb in Ruka. Bei den Weltmeisterschaften 2015 in Kreischberg kam die Bronzemedaille im Dual-Moguls-Wettbewerb hinzu, während sie im Moguls-Wettbewerb den fünften Platz erzielte. Sie nahm auch an der Winter-Universiade 2015 in der Sierra Nevada teil, wo sie die Moguls-Goldmedaille gewann; außerdem ging sie dort ausnahmsweise auch im Slopestyle-Wettbewerb an den Start. In der Weltcupsaison 2015/16 waren zwei zweite Plätze ihre besten Ergebnisse, ein weiterer zweiter Platz kam in der Weltcupsaison 2016/17 hinzu. Bei der Winter-Universiade 2017 in Almaty gewann sie zwei Goldmedaillen, bei den Winter-Asienspielen 2017 in Sapporo die Goldmedaille im Dual Moguls und die Silbermedaille im Moguls-Wettbewerb. Beim Saisonhöhepunkt, den Weltmeisterschaften 2017 in der Sierra Nevada, kam die Silbermedaille im Dual Moguls hinzu.
Bei den Olympischen Winterspielen 2018 in Pyeongchang gewann Galyschewa die Moguls-Bronzemedaille, bei den Weltmeisterschaften 2019 in Park City die Goldmedaille in derselben Disziplin.

## Erfolge

### Olympische Spiele
- Vancouver 2010: 11. Moguls
- Sotschi 2014: 7. Moguls
- Pyeongchang 2018: 3. Moguls
- Peking 2022: 11. Moguls

### Weltmeisterschaften
- Madonna di Campiglio 2007: 21. Dual Moguls, 22. Moguls
- Inawashiro 2009: 17. Moguls, 17. Dual Moguls
- Voss 2013: 17. Moguls, 17. Dual Moguls
- Kreischberg 2015: 3. Dual Moguls, 5. Moguls
- Sierra Nevada 2017: 2. Dual Moguls, 7. Moguls
- Park City 2019: 1. Moguls, 4. Dual Moguls

### Weltcupwertungen
| Saison  | Gesamt | Gesamt | Moguls | Moguls |
| Saison  | Platz  | Punkte | Platz  | Punkte |
| ------- | ------ | ------ | ------ | ------ |
| 2008/09 | 97.    | 8      | 24.    | 72     |
| 2009/10 | 77.    | 8      | 23.    | 85     |
| 2010/11 | 60.    | 12     | 17.    | 136    |
| 2011/12 | 36.    | 26     | 11.    | 335    |
| 2012/13 | 34.    | 31     | 10.    | 368    |
| 2013/14 | 64.    | 19     | 12.    | 212    |
| 2014/15 | 72.    | 13,11  | 20.    | 118    |
| 2015/16 | 23.    | 39,75  | 4.     | 318    |
| 2016/17 | 71.    | 18,18  | 18.    | 200    |
| 2018/19 | 9.     | 59,22  | 4.     | 533    |
| 2019/20 | 22.    | 37,50  | 6.     | 375    |

### Weltcupsiege
Galyschewa errang im Weltcup bisher 21 Podestplätze, davon 5 Siege:
| Datum             | Ort       | Land       | Disziplin   |
| ----------------- | --------- | ---------- | ----------- |
| 15. Dezember 2010 | Méribel   | Frankreich | Dual Moguls |
| 13. Dezember 2014 | Ruka      | Finnland   | Moguls      |
| 22. Dezember 2017 | Thaiwoo   | China      | Moguls      |
| 12. Januar 2019   | Calgary   | Kanada     | Moguls      |
| 2. März 2019      | Shymbulak | Kasachstan | Moguls      |

### Juniorenweltmeisterschaften
- Jyväskylä 2011: 1. Moguls, 9. Dual Moguls
- Chiesa in Valmalenco 2012: 1. Moguls, 3. Dual Moguls

### Weitere Erfolge
- Winter-Asienspiele 2011: 1. Moguls, 1. Dual Moguls
- Winter-Asienspiele 2017: 1. Dual Moguls, 1. Moguls
- Winter-Universiade 2015: 1. Moguls, 10. Slopestyle
- Winter-Universiade 2017: 1. Moguls, 1. Dual Moguls
- 4 Podestplätze im Europacup, davon 3 Siege